# Aurora (mitologija)
Aurora („zora“) jest starorimska božica zore, svitanja i rumenila neba. U grčkoj mitologiji, Aurorin je pandan božica Eja (Eos), a u slavenskoj Zorja.
Prema mitu, Aurora je kći Titana Hiperiona, koji je sin boga Neba. Sestra Sunca i Mjeseca, Aurora svako jutro najavljuje izlazak Sunca. Aurora je majka zvijezda i vjetrova.
U poeziji, Aurora se pojavljuje sa svojim smrtnim ljubavnikom Titonom, koji je bio trojanski knez.